# Street epistemology
Street epistemology (SE) (pouliční epistemologie) je soubor nekonfliktních konverzačních technik, které mají lidem pomoci zamyslet se nad důvody a metodami, které používají, aby dospěli k závěru, že jejich hluboce zakořeněná přesvědčení jsou pravdivá. 

## Street epistemology
Street epistemology je termín, který roku 2013 zavedl Peter Boghossian ve své knize A Manual for Creating Atheists (Příručka pro vytváření ateistů). V knize Boghossian nastínil tuto metodu a její použití při pomoci věřícím přemýšlet o spolehlivosti víry a důvodech, proč věří. Metoda však našla účinné využití i v mnoha dalších kontextech a Boghossian společně s Jamesem Lindsayem roku 2019 vydal knihu How to Have Impossible Conversations (Jak vést nemožné konverzace), která popisuje aplikaci street epistemology při zkoumání širšího spektra různých přesvědčení.
| „                                                 | Myslím, že street epistemology je nejlepší způsob přímé konverzace mezi dvěma lidmi o jejich hluboce zakořeněných názorech a víře. | “ |
| — Anthony Magnabosco, A Turning Point for Atheism | |   |

### Metoda
Každý rozhovor začíná jednoduchým tvrzením konverzačního partnera. Street epistemolog se jej pak otázkami snaží dovést k poznání, nakolik je jeho přesvědčení opodstatněné a věrohodné, podpořit jeho přemýšlivou reflexi a kritické myšlení v souvislosti s tímto přesvědčením. Používá k tomu sokratovskou metodu, test víry zvenčí a otázky, které se točí kolem falzifikovatelnosti tvrzení.
Cílem SE rozhovoru není předkládat protiargumenty a fakta nebo na ně reagovat, cílem není „zvítězit“ v diskusi.

## Street Epistemology International

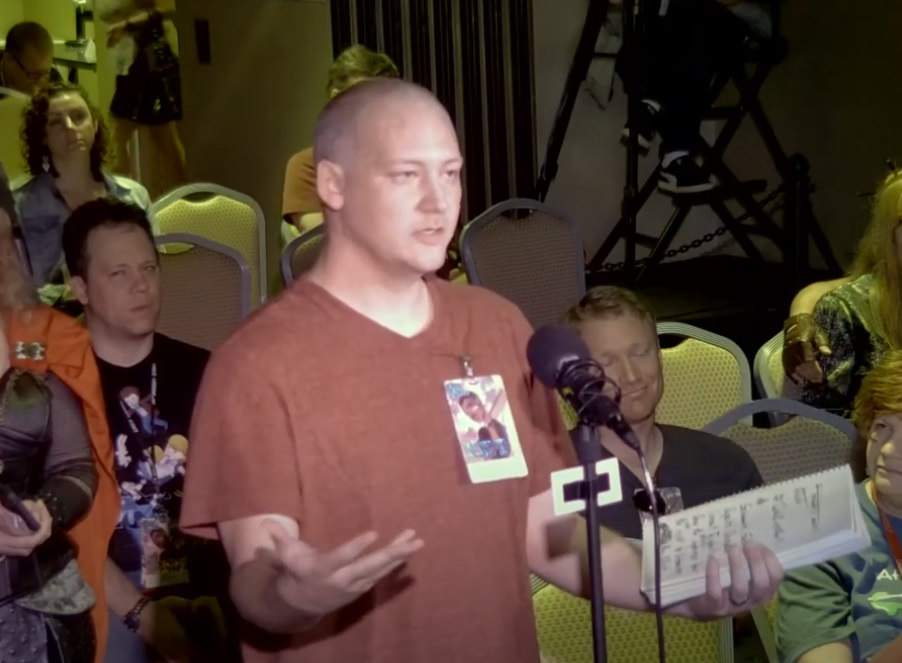
Anthony Magnabosco

SE se později začal věnovat Anthony Magnabosco, který mnoho příkladů rozhovorů SE, které vedl, nahrál na kanál YouTube, vytvořil mnoho zdrojů týkajících se tohoto tématu a zapojil se do komunity street epistemologů, kteří se chtějí v této metodě zdokonalit a aplikovat ji ve svém životě.

Magnabosco založil neziskovou organizaci Street Epistemology International (SEI), „jejímž posláním je podporovat a normalizovat kritické myšlení a skepticismus, a zároveň poskytovat lidem na celém světě zdroje potřebné k rozvoji a propagaci pouliční epistemologie“. Pro komunitu praktikujících SE jsou k tam dispozici zdroje, které zahrnují např. příručku, jak vést rozhovory, SE dotazník a pod.

### Předsednictvo
(k roku 2021)
- výkonný ředitel: Anthony Magnabosco
- předseda: Reid Nicewonder
- místopředseda: Timothy Dawson
- tajemnice: Linda Mokkoová

Předseda organizace Reid Nicewonder své SE rozhovory zveřejňuje na youtube kanále Cordial Curiosity (Srdečná zvědavost).